# Probst Jesar See
Der Probst Jesar(er) See ist ein See im Stadtgebiet Lübtheen des Landkreises Ludwigslust-Parchim in Mecklenburg-Vorpommern. Es ist ein wenig gegliedertes kreisförmiges Gewässer östlich des namensgebenden Ortes. Er ist etwa 340 Meter lang und bis zu 225 Meter breit. Das Gewässer hat einen Umfang von etwa einem Kilometer. Am Ostufer befindet sich das Waldbad Probst Jesar. Der See liegt am Rand des Biosphärenreservats Flusslandschaft Elbe-Mecklenburg-Vorpommern.
In der Nähe des Ostufers unterhielt die Bundeswehr einen Truppenübungsplatz.

## Entstehung
Der Probst Jesar See ist eine Pinge. Durch den Einsturz unterirdischer Spaltenzüge entstand ein Trichter an der Erdoberfläche. Der See ist die größte Pinge von etwa 15 dieser in der Umgebung befindlichen Pingen. Der Namensteil Jesar im Ortsnamen stammt vom slawischen Wort für „See“, vgl. obersorbisch jězor.
Der Sage nach befand sich an der Stelle des Sees eine schöne Wiese mit Eichenbestand. Als bettelnde Zigeuner durch hartherzige Bauern vertrieben worden, sammelten sich die Zigeuner und schlugen einem dort weidenden Pferd den Kopf ab, füllten diesen unter Verwünschungen mit Quecksilber und warfen ihn auf die Wiese. Dieser Pferdekopf versank in einem tiefen Loch in die Erde. Dieses füllte sich mit Wasser und das ganze Dorf Probst Jesar drohte zu überfluten. Als die Bauern dies bemerkten, baten sie die Zigeuner, dem Unheil Einhalt zu gebieten. Diese erhörten die Bauern und nach dem Versprechen reicher Geschenke wurde das Unheil abgewendet.
Durch das Absaufen des etwa 1,5 Kilometer entfernten Kali- und Steinsalzbergwerk Lübtheen im Dezember 1916 fiel der Wasserstand um etwa 10 Zentimeter.

## Nachweise
1. 1 2 3 4  Der See in Probst-Jesar, eine Pinge. Abgerufen am 5. Juni 2013.
2. ↑  Karten und Luftbilder des Geoportals MV
3. ↑  Streitkräftebasis: Truppenübungsplatz Lübtheen